# Chapeau claque
Pour les articles homonymes, voir Gibus.
Pour l’article homonyme, voir Chapeau claque (film).
Un chapeau claque ou gibus est un haut-de-forme qui s'aplatit et se relève à l'aide de ressorts mécaniques.

## Le chapeau claque

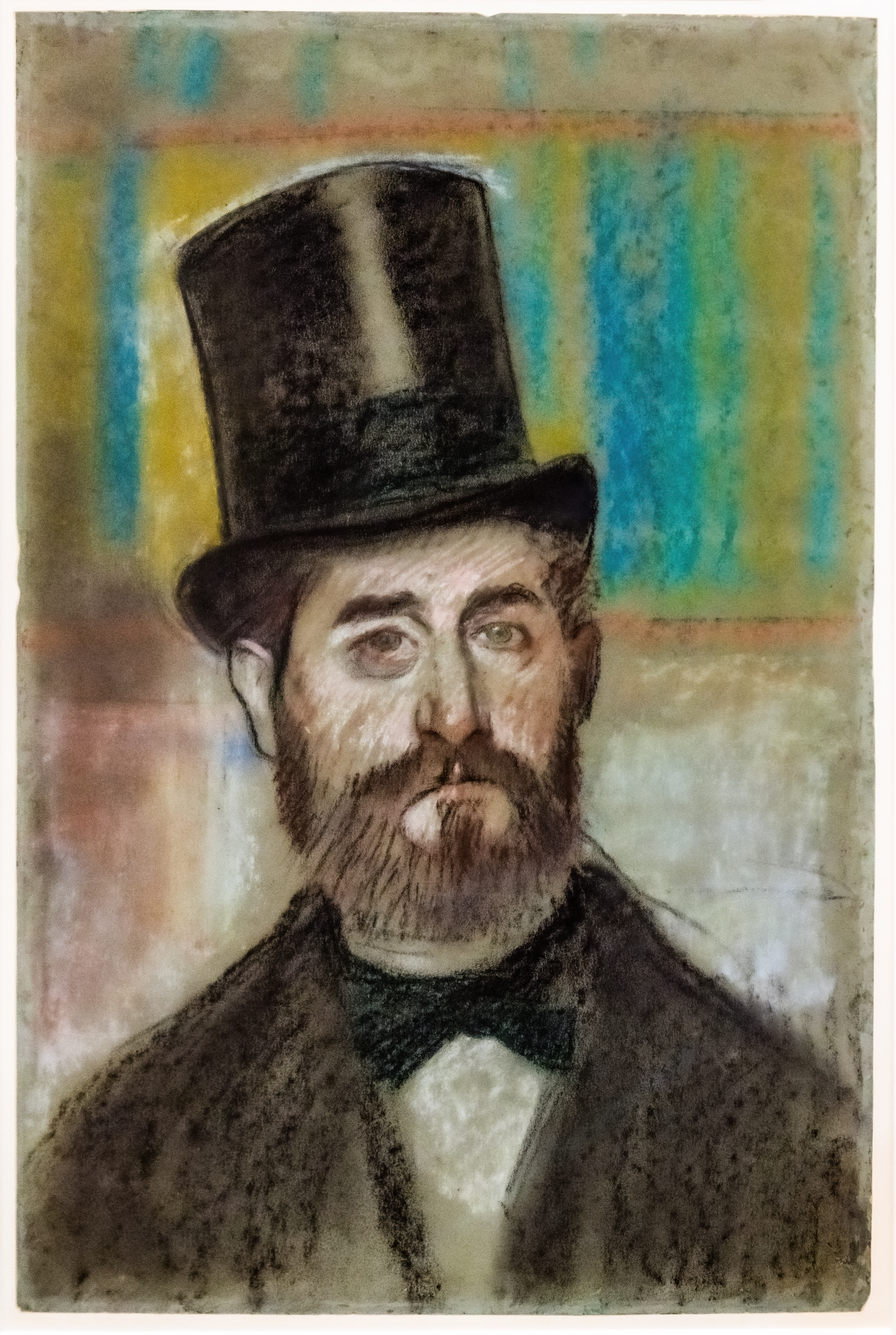
L'Homme au gibus - Edgar Degas - Musée Toulouse-Lautrec Albi.

Le chapeau claque ou gibus est un chapeau issu d'une invention française, qui reprend l'idée des « chapeaux-bras » du XVIIIe siècle, que l'on peut porter sous le bras, tel le bicorne. Le chapeau claque est un haut-de-forme qui s'aplatit et se relève à l'aide de ressorts mécaniques. Lorsque le chapeau est plié, un coup de pouce suffit pour qu'il reprenne sa forme.
Les premiers essais de haut-de-forme repliable eurent lieu en 1824 à Londres. C'est Antoine Gibus, chapelier place des Victoires à Paris, qui déposa le premier brevet, le 23 juillet 1834, suivi par toute sa famille, frère, fils, neveux. Les Gibus ne revendiqueront pas moins de 30 brevets de chapeaux mécaniques entre 1834 et 1870.
En 1828, la gent masculine estime qu'il « faut toute l'autorité de la mode pour que cette coiffure soit admise : le feutre n'étant point gommé s'amollit et prend les formes les plus bizarres ». Finalement, l'aspect pratique du gibus sera reconnu et très prisé lors des réceptions et des voyages.

## Dans la culture populaire
- Chapeau claque film d'animation soviétique (1974) d'après le livre d'Edouard Ouspenski où figure un personnage de vieille dame portant le chapeau éponyme.